# Эскаладьё
Аббатство Эскаладьё (фр. Abbaye de l'Escaladieu) — цистерцианский монастырь во французской коммуне Бонмазон (департамент Верхние Пиренеи, регион Юг-Пиренеи). Аббатство основано около 1140 года, закрыто в 1791 году во время великой французской революции. С 1939 года входит в число исторических памятников Франции. Расположено примерно в 20 км к юго-востоку от города Тарб.

## История
Условной датой основания аббатства считается 1140 год, хотя группа монахов из цистерцианского аббатства Моримон переселилась в этот гористый район в отрогах Пиренеев в 1130—1137 годах. Первоначально выбранное ими место на холмах Турмале оказалось суровым и малоподходящим для основания монастыря и в 1142 году их окончательным расположением стала долина небольшой речки Аррос. Новый монастырь получил имя «Эскаладьё» от латинского Scala Dei — «Божья лестница», «лестница к Богу».
В XII—XIII веках аббатство Эскаладьё, как и весь цистерцианский орден, быстро развивалось. Будучи дочерним аббатством Моримона, Эскаладьё, в свою очередь, основало целый ряд цистерцианских монастырей — Фларан и Буйас в Гаскони; Веруэла, Ла Олива и несколько других в Испании. В XII—XIV веках аббатство служило усыпальницей графов Бигорра, в частности здесь умерла и была похоронена Петронелла де Комменж.

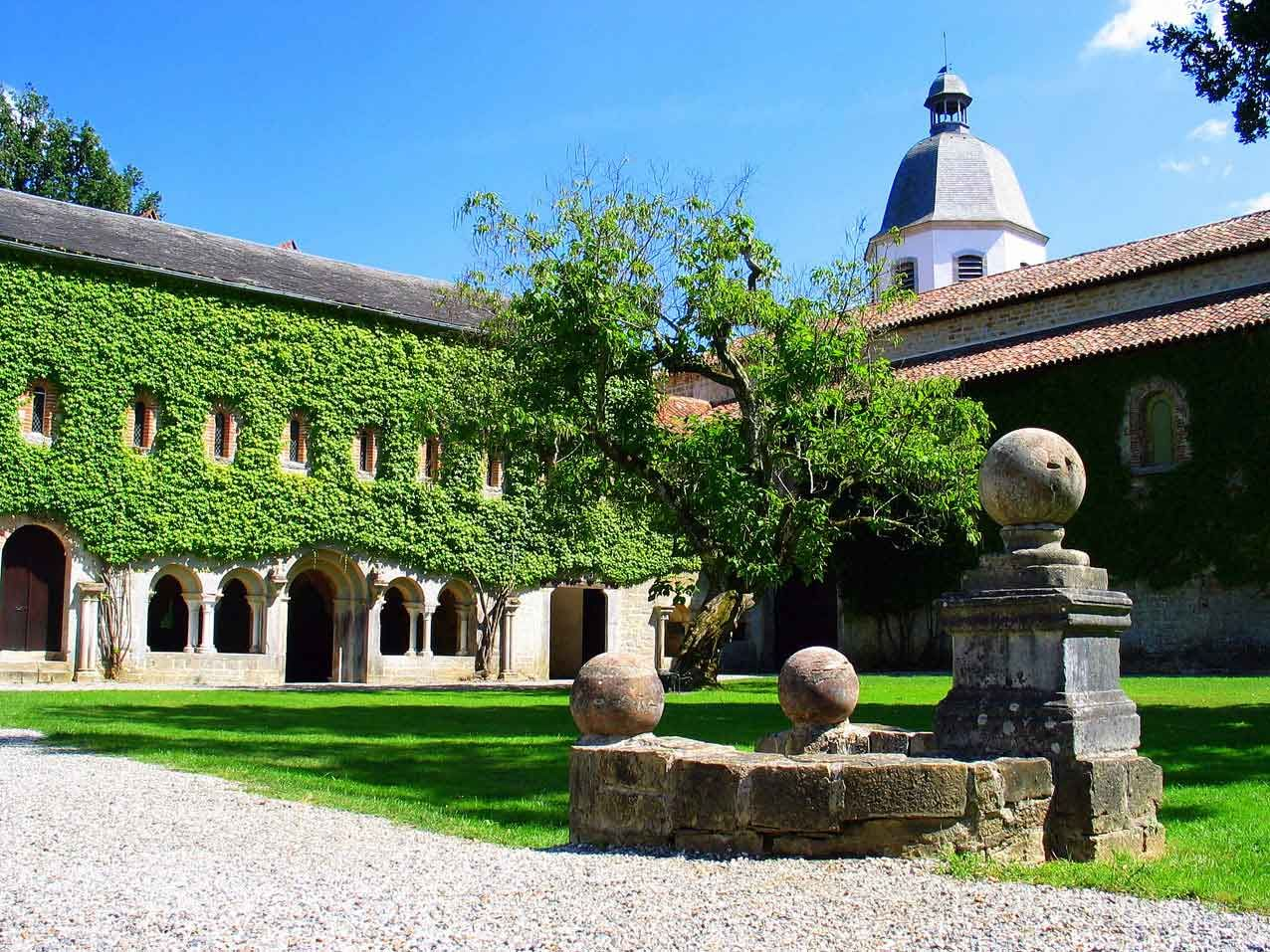
Клуатр

С начала Столетней войны монастырь начинает клониться к упадку. Аббатство сильно пострадало в период религиозных войн во Франции XVI века, оно дважды захватывалось и сжигалось гугенотами. Монастырь был восстановлен, однако былого могущества не достиг и со временем попал под режим комменды. В XVII веке был перестроен жилой дом монахов и ряд других строений, в XVIII веке достроена колокольня церкви.
В 1791 году во время великой французской революции аббатство, как и прочие французские монастыри, было закрыто, а монахи изгнаны. В 1793 году здания были объявлены государственной собственностью, проданы с аукциона и с тех пор использовались с различными целями — как охотничий дом, частные резиденции и т.д.
В 1939 года Эскаладьё входит в число исторических памятников Франции, но до 1986 года по-прежнему находилось в частных руках. В 1986 году здания были выкуплены у частных собственников ассоциацией Эскаладьё, созданной именно с этой целью. После этого в бывшем аббатстве начались масштабные реставрационные работы. В 1997 году аббатство выкуплено Генеральным советом департамента Верхние Пиренеи, и с тех пор находится в государственной собственности и используется как музей и культурный центр. Была принята долгосрочная программа восстановления аббатства.

## Архитектура

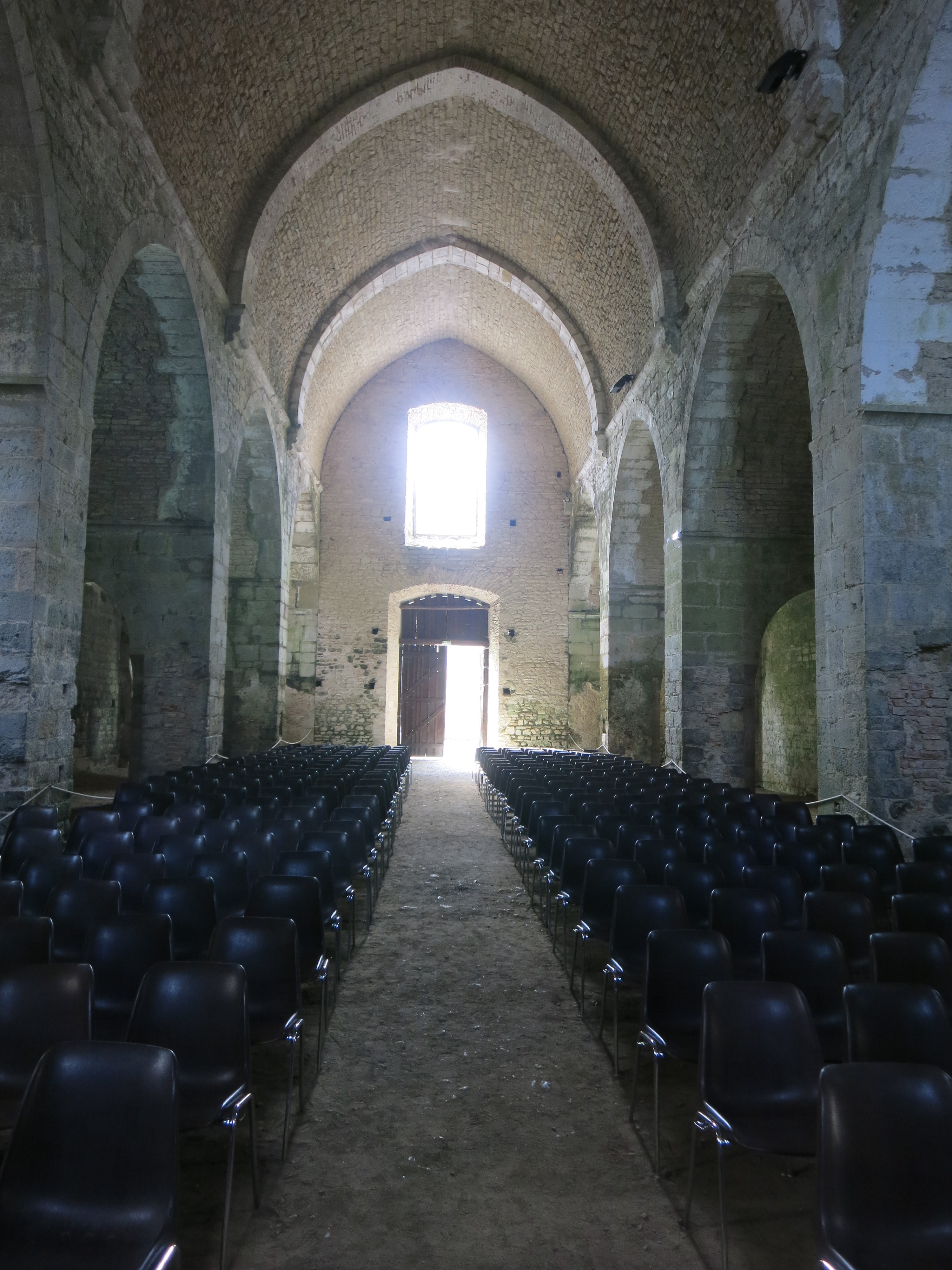
Главный неф церкви

Монастырская церковь построена в 1142—1160 годах, во время гугенотского разорения были уничтожены и позднее не восстановлены нартекс и апсида. Колокольня состоит из двух частей — на старинном четверике в XVIII веке был надстроен второй ярус в виде восьмерика с куполом. Интерьер церкви имеет характерный для цистерцианских храмов минималистичный вид с минимумом украшений. Церковь трёхнефная, поделена на нефы массивными квадратными столбами, соединёнными полукруглыми арками. Главный неф накрыт цилиндрическим сводом заострённой формы. Трансепт церкви имеет 27 метров в ширину и завершается двумя прямоугольными часовнями.
Клуатр монастыря в значительной степени был разрушен после закрытия аббатства, остались фрагменты галерей на восточной стене и фрагменты фонтана. Здания, окружающие клуатр, относятся к XVII веку.
Зал капитулов монастыря сохранил оригинальный интерьер XII века. Ребристый сводчатый потолок зала в центре поддерживают четыре мраморные колонны с капителями.